# Нектарий (Келис)
Епи́скоп Некта́рий (греч. Επίσκοπος Νεκτάριος, в миру Гео́ргиос Кели́с, греч. Γεώργιος Κελής; 6 декабря 1952, Родос, Греция — 11 сентября 2004, Эгейское море) — епископ Александрийской православной церкви, епископ Мадагаскарский.

## Биография
Родился в 1952 году Греции, в раннем возрасте вместе с родителями эмигрировал в Австралию. Получил там начальное образование, затем окончил Богословскую школу Афинского университета, Богословскую и философскую школы Флиндерского университета Аделаиды (Южная Австралия), где он также получил послевузовское образование по литературе.
В 1978 году в Афинах он был рукоположён во диакона, а в 1981 году в Аделаиде — во пресвитера. Служил в разных приходах Австралии.
Однажды он прочитал обращение в церковном журнале о поиске миссионеров, чтобы возродить Православие на Мадагаскаре. На Мадагаскаре уже существовали две православные церкви, которые в основном поддерживались за счёт греческих эмигрантов, но в результате военного переворота в 1972 году духовенство было выслано с острова. Нектарий посоветовался со своим епископом, служившим в Аделаиде, чтобы его отпустили на Мадагаскар, но епископ сначала отказался, заявив, что Нектарий очень полезен там где он есть; но затем епископ уступил его просьбам.
Нектарий установил контакт с издателем греческого журнала, который опубликовал миссионерский призыв, чтобы узнать, кто написал это обращение. Вначале он опешил, когда ему сообщили, что это не православные христиане с Мадагаскара просят прислать священника, но издатель сам придумал эту идею. Нектарий понял, что это будет миссионерская деятельность первопроходца.
Тем не менее он отправился на Мадагаскар, территория которого тогда входила в состав Зимбабвийской митрополии Александрийской православной церкви.
В июле 1994 года он по благословлению митрополита Зимбабвийского Хризостома (Пападопулоса) основал православную миссию на Мадагаскаре.
Он вступил в контакт с семьями, которые следили за церковным зданиями, и брал одного из сыновей из такой семьи с собой во все свои миссионерские поездки, путешествуя по всему острову, направляясь в деревни, где не было церквей, и договаривался со старостами деревень, чтобы проповедовать Евангелие там, где есть хоть какой-нибудь интерес. Таким образом он создал несколько приходов. Он отправил молодого человека, сопровождавшего его в этих миссиях, в духовную семинарию им. Архиепимкопа Макария III в Найроби, открыл школу и детский дом.
23 сентября 1997 года решением Священного Синода был избран первым епископом Мадагаскара и 23 ноября того же года хиротонисан во епископа патриархом Александрийским Петром VII.
11 сентября 2004 года епископ Нектарий погиб в результате крушения вертолёта «Чинук» над северной частью Эгейского моря, когда он в составе делегации Александрийской православной церкви во главе с Патриархом Александрийским и всей Африки  Петром VII направлялся на Святую гору Афон.